# Senecio umgeniensis
Senecio umgeniensis là một loài thực vật có hoa trong họ Cúc. Loài này được Thell. miêu tả khoa học đầu tiên.